# Rønnbeckøyane
Les Rønnbeckøyane sont un archipel inhabité de Norvège, dans le Nord-Est du Svalbard, dans le sud du Détroit d'Hinlopen. 

## Géographie
L'archipel est situé  à l'est du Cap Weyprecht et au sud de l'archipel des Bastianøyane.
L'archipel est composé de deux groupes : un groupe d'îles se trouvant juste au sud des Bastianøyane et comprenant :
- Tobiensenøya
- Simonsenøya
- Nedrevågøya
- Carlsenøya
- Qvaleøya
- Skipperøya

À l'est du Cap Weyprecht se trouvent :
- Torkildsenøya
- Mackøya
- Isaksenøya

Enfin il existe des rochers non nommés, tout comme le sont d'ailleurs les points culminants de chacune des îles de l'archipel.

## Géologie
La plupart de ces îles sont formées de falaises de basalte avec pour certaines d'entre elles des bancs de sable séparant les falaises.

## Histoire
L'archipel a été découvert en 1867 par Nils Fredrik Rønnbeck, un explorateur polaire suédo-norvégien, le premier à réussir à faire le tour du Spitzberg en bateau.
Les îles sont nommées d'après des marins norvégiens qui se sont distingués dans l'exploration arctique.
Depuis 1973, l'archipel fait partie de la réserve naturelle de Nordaust-Svalbard.

## Faune
La faune de l'archipel se résume principalement aux ours polaires.